# Landtags- und Gemeinderatswahlkreis Zentrum
Der Wahlkreis Zentrum ist ein Wahlkreis in Wien, der die Wiener Gemeindebezirke Innere Stadt, Wieden, Margareten und Mariahilf umfasst. Bei der Landtags- und Gemeinderatswahl 2020 waren im Wahlkreis Zentrum 80.310 Personen wahlberechtigt, wobei bei der Wahl die Sozialdemokratische Partei Österreichs (SPÖ) mit 36,9 % erneut als stärkste Partei hervorging. Die SPÖ erzielte bei der Wahl zwei der sieben möglichen Grundmandate und verlor damit eines ihrer Mandate, zudem erreichten die Grünen und die Österreichische Volkspartei (ÖVP) je ein Grundmandat.

## Wahlergebnisse
| Landtags- und Gemeinderatswahlen im Wahlkreis Zentrum | Landtags- und Gemeinderatswahlen im Wahlkreis Zentrum | Landtags- und Gemeinderatswahlen im Wahlkreis Zentrum | Landtags- und Gemeinderatswahlen im Wahlkreis Zentrum | Landtags- und Gemeinderatswahlen im Wahlkreis Zentrum | Landtags- und Gemeinderatswahlen im Wahlkreis Zentrum | Landtags- und Gemeinderatswahlen im Wahlkreis Zentrum | Landtags- und Gemeinderatswahlen im Wahlkreis Zentrum | Landtags- und Gemeinderatswahlen im Wahlkreis Zentrum |
| Wahltermin                                            | GM                                                    |                                                       | SPÖ                                                   | ÖVP                                                   | FPÖ                                                   | GRÜNE                                                 | LIF/NEOS                                              | Sonstige                                              |
| ----------------------------------------------------- | ----------------------------------------------------- | ----------------------------------------------------- | ----------------------------------------------------- | ----------------------------------------------------- | ----------------------------------------------------- | ----------------------------------------------------- | ----------------------------------------------------- | ----------------------------------------------------- |
| 8. Oktober 1978                                       |                                                       | Stimmenanteile (%)                                    | 43,40                                                 | 45,79                                                 | 7,79                                                  | –                                                     | –                                                     | 3,02                                                  |
| 8. Oktober 1978                                       | 10                                                    | Grundmandate                                          | 4                                                     | 5                                                     | 0                                                     | –                                                     | –                                                     | 0                                                     |
| 24. April 1983                                        |                                                       | Stimmenanteile (%)                                    | 42,39                                                 | 46,18                                                 | 5,98                                                  | 3,55                                                  | –                                                     | 1,88                                                  |
| 24. April 1983                                        | 9                                                     | Grundmandate                                          | 4                                                     | 4                                                     | 0                                                     | 0                                                     | –                                                     | 0                                                     |
| 18. November 1987                                     |                                                       | Stimmenanteile (%)                                    | 41,86                                                 | 38,91                                                 | 10,86                                                 | 5,91                                                  | –                                                     | 2,44                                                  |
| 18. November 1987                                     | 9                                                     | Grundmandate                                          | 4                                                     | 3                                                     | 1                                                     | 0                                                     | –                                                     | 0                                                     |
| 10. November 1991                                     |                                                       | Stimmenanteile (%)                                    | 37,44                                                 | 25,48                                                 | 21,67                                                 | 12,63                                                 | –                                                     | 2,78                                                  |
| 10. November 1991                                     | 9                                                     | Grundmandate                                          | 3                                                     | 2                                                     | 2                                                     | 1                                                     | –                                                     | 0                                                     |
| 13. Oktober 1996                                      |                                                       | Stimmenanteile (%)                                    | 30,24                                                 | 20,79                                                 | 24,61                                                 | 12,21                                                 | 10,55                                                 | 1,58                                                  |
| 13. Oktober 1996                                      | 8                                                     | Grundmandate                                          | 2                                                     | 1                                                     | 2                                                     | 1                                                     | 0                                                     | 0                                                     |
| 25. März 2001                                         |                                                       | Stimmenanteile (%)                                    | 35,51                                                 | 21,15                                                 | 18,52                                                 | 19,52                                                 | 4,37                                                  | 0,93                                                  |
| 25. März 2001                                         | 8                                                     | Grundmandate                                          | 3                                                     | 1                                                     | 1                                                     | 1                                                     | 0                                                     | 0                                                     |
| 23. Oktober 2005                                      |                                                       | Stimmenanteile (%)                                    | 37,92                                                 | 24,98                                                 | 10,55                                                 | 23,61                                                 | –                                                     | 2,94                                                  |
| 23. Oktober 2005                                      | 8                                                     | Grundmandate                                          | 3                                                     | 2                                                     | 0                                                     | 2                                                     | –                                                     | 0                                                     |
| 10. Oktober 2010                                      |                                                       | Stimmenanteile (%)                                    | 39,69                                                 | 18,79                                                 | 16,89                                                 | 20,39                                                 | 1,11                                                  | 3,13                                                  |
| 10. Oktober 2010                                      | 8                                                     | Grundmandate                                          | 3                                                     | 1                                                     | 1                                                     | 1                                                     | 0                                                     | 0                                                     |
| 11. Oktober 2015                                      |                                                       | Stimmenanteile (%)                                    | 39,23                                                 | 11,08                                                 | 20,37                                                 | 18,91                                                 | 8,39                                                  | 2,02                                                  |
| 11. Oktober 2015                                      | 7                                                     | Grundmandate                                          | 3                                                     | 1                                                     | 0                                                     | 1                                                     | 0                                                     | 0                                                     |
| 11. Oktober 2020                                      |                                                       | Stimmenanteile (%)                                    | 36,88                                                 | 19,54                                                 | 4,31                                                  | 22,38                                                 | 9,43                                                  | 7,46                                                  |
| 11. Oktober 2020                                      | 7                                                     | Grundmandate                                          | 2                                                     | 1                                                     | 0                                                     | 1                                                     | 0                                                     | 0                                                     |